# Pio Vito Pinto
Pio Vito Pinto (* 29. března 1941 Noci) je italský kněz, děkan Tribunálu Římské roty.

## Život
Na kněze byl vysvěcen v diecézi Avellino. V období od 25. března 1995 do 22. září 2012 byl prelátem-auditorem Římské roty. Papež Benedikt XVI. jej jmenoval 22. září 2012 děkanem Římské roty, čímž se stal nástupcem Antoni Stankiewicze. 10. prosince 2012 byl jmenován prezidentem odvolacího soudu vatikánského městského státu (italsky Corte di Apello dello Stato Città del Vaticano).